# خورشیدگرفتگی ۲۷ دسامبر ۲۰۸۴
خورشیدگرفتگی ۲۷ دسامبر ۲۰۸۴ (به انگلیسی: Solar eclipse of December 27, 2084) یک خورشیدگرفتگی از نوع خورشیدگرفتگی کامل است. این خورشیدگرفتگی در تاریخ ۲۷ دسامبر ۲۰۸۴ میلادی (‎۷ دی ۱۴۶۳ خورشیدی) روی خواهد داد که زمان اوج آن، ساعت ۹:۱۳:۴۸ به‌وقت ساعت هماهنگ جهانی است. مدت زمان و طول این خورشیدگرفتگی ۴ دقیقه و ۳ ثانیه خواهد بود.